# 飯尾敏成
飯尾 敏成（いいのお としなり）は、戦国時代から安土桃山時代にかけての武将。織田氏の家臣。

## 略歴
飯尾尚清の長男。織田信長の馬廻を務めていたと思われ、天正10年（1582年）の本能寺の変の際、織田信忠と共に二条新御所で討死した。
室は敏成の死後、下間頼龍に再嫁した。

## 系譜
- 父：飯尾尚清
- 母：不詳
- 兄弟
  - 本人：飯尾敏成
  - 男子：飯尾宗敏 - 永沼左之助
  - 男子：横井弥兵衛
  - 女子：長谷川秀一室
  - 養姉妹：星合具泰室 - 飯尾重宗娘
- 正室：七条 - 池田恒興養女、織田信時娘